# Анастас Хитров
Анастас Цочев Хитров е български националреволюционер, член на Ловешкия частен революционен комитет на Вътрешната революционна организация.

## Биография
Анастас Хитров е роден през 1846 г. в Ловеч. Син е на ловешкия кожухар Цочо Дочев. Негова сестра Мария Хитрова е майка на професор Анастас Иширков.
Учи в Ловешкото взаимно училище. Усвоява терзийския занаят.
Участва през 1869 г. на първото събрание свикано от Васил Левски в дома на Иван Драсов в Ловеч. Деен член на Ловешкия частен революционен комитет на ВРО. На 5 – 6 януари 1872 г. придружава Левски при пътуването от Ловеч до Троянския манастир.
Самодеец в пиесите на Ловчанското читалище поставени от Ангел Кънчев. След провала във ВРО (1872) продължава революционната си дейност. Участва във Втория Ловешки частен революционен комитет. Арестуван и осъден от османски съд в Русе на смърт. Амнистиран при възшествието на султан Абдул Хамид II и се завръща в Ловеч. 
По време на Руско-турската война (1877 – 1878) е конен разузнавач на части от Руската армия.
От август 1878 до 1884 г. е член и секретар на Ловешкия окръжен съд.  Занимава се с манифактурна търговия. Анкетиран е от професор Параскев Стоянов за дейността на Ловешкия частен революционен комитет.